# Конвергенція (мовознавство)
Конвергенція (від лат. convergentio «сходження, наближення») — збіг у процесі фонетичних змін двох звуків у одному.
Так, у давньоруській мові носові звуки [ǫ] і [ę], котрі на письмі позначалися буквами Ѫ (юс великий) і Ѧ (юс малий), трансформувалися відповідно в [у] й [а], тобто збіглися з іншими звуками, що вже існували в мові. Подібне сталося зі звуками [ǒ] і [ě], що на письмі позначалися буквами ъ (єр) і ь (єрь), які в слабкій позиції зникли, а в сильній змінилися відповідно на [о] й [е], тобто збіглися з наявними в мові звуками. Через конвергенцію кількість звуків в мові скорочується.